# 複眼

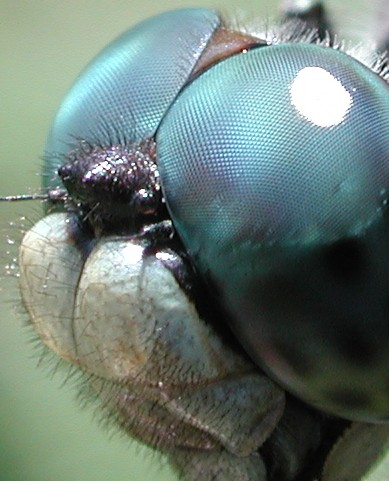
蜻蜓的複眼

複眼是一種由不定數量的小眼組成的視覺器官，主要在昆蟲及甲殼類等節肢動物的身上出現，同樣結構的器官亦有在雙殼綱身上出現。構成複眼的小眼數目視乎物種而定，從數個到數以千計都有可能。
複眼的优点是能夠為動物極其廣闊的眼界，並可以有效的计算自身与所观察物体的方位、距离，从而有利于复眼类昆虫作出更快速的判断和反应；在某些例子中，昆蟲的複眼甚至能夠分辨光的偏振。在昆蟲中，複眼還佔了整個頭部不少的面積。复眼的分辨率受到像点的限制，一般来说，其影像分辨率比人类的眼睛低；但其时间分辨率比人的要高10倍，人的眼睛每秒能分辨24幅图画（这也是动画片的最低速度）。复眼的视野比较大，这也可以通过我们日常拍打苍蝇的经验得到，无论我们从哪个方向下手，苍蝇都会快一步飞走。

## 昆蟲的小眼

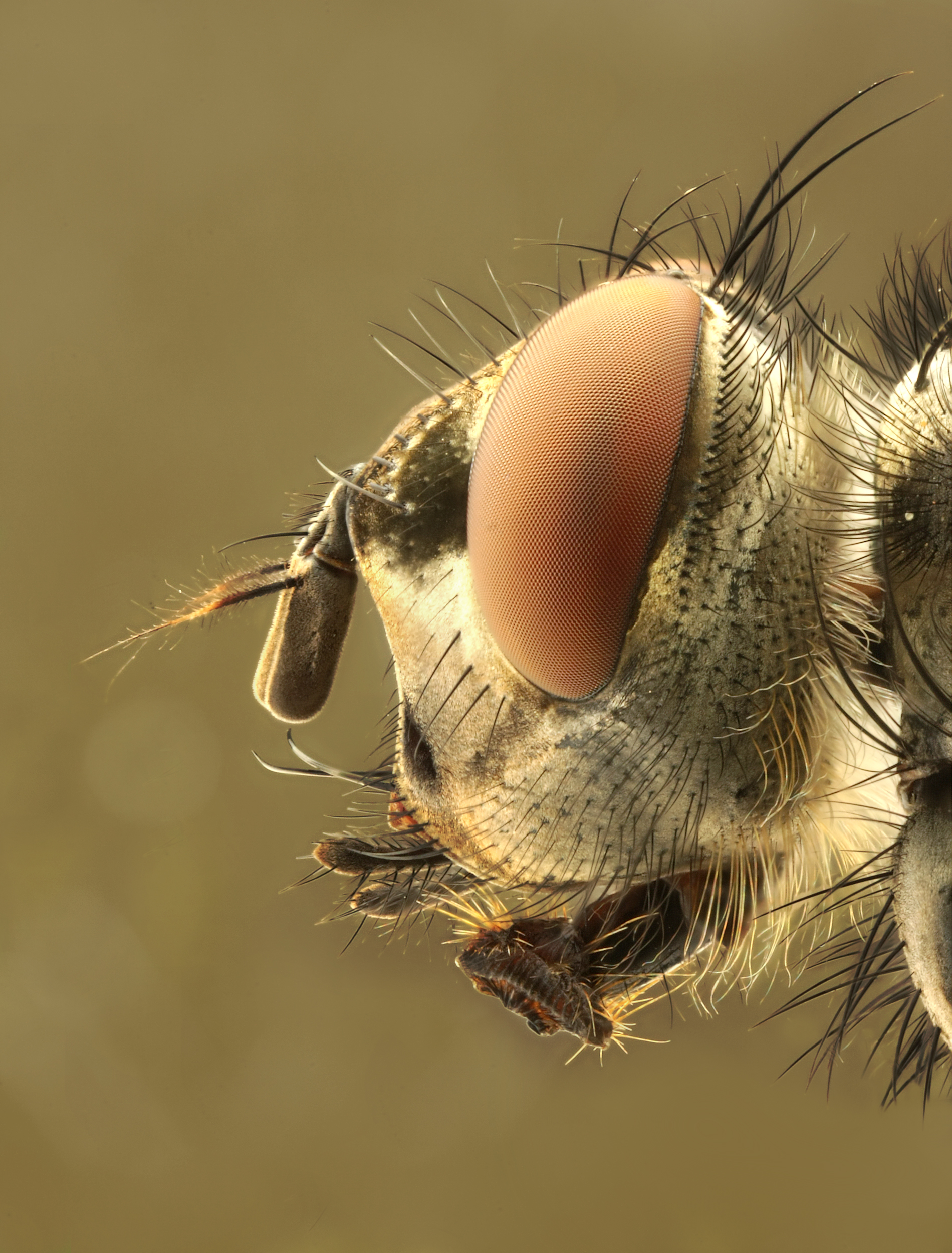
麗蠅的头部

小眼（Ommatidia），是複眼的組成部份，是一個細小的獨立感光組織，由角膜、晶狀體及感光細胞組成，能夠分辨光暗及顏色。昆蟲的小眼面一般呈六角形，它的数目、大小和形状在各种昆虫中变异很大，雄性介壳虫的复眼仅由数个圆形小眼组成。家蝇的复眼由4000个小眼组成，蝶、蛾类的复眼有28000个小眼。小眼面的大小，不但在不同种的昆虫中不同，而且同一个复眼中不同部位的小眼面也可不同，如雄性牛虻，复眼背面的小眼面较大；有些毛蚊（Biblio），其前后部的小眼面的大小也不同，可划分为两个区域。这些变化与它们的生活习性等有关。小眼並不是一個完整的單眼，而是一個結構比單眼簡單的器官。

## 複眼的影像
於電視或電影中常見模擬複眼視覺常是看到很多個影像。例如蒼蠅看一個人拿拍子接近，好像是看到一群人拿拍子接近。其實是錯誤的。複眼視覺所看到的影像其實是由眾多小眼所提供的訊息組成，而小眼並無法有效的成像，只能偵測光源的有無。所以真實的複眼視覺效果可类比为看馬賽克拼貼的畫面，其解像能力是很差很模糊的。
而由於小眼內光接受器受到刺激後恢复到可再一次接受刺激的速度很快，所以複眼單位時間內可以分辨光影變化的次數非常的多，換句話說，即是對動作非常敏感。也是為何有些蟲子慢慢接近才抓得到，手腳越快反而越會逃的原因。而像日光燈或是阴极射线管技术成像的顯示器屏幕（即老式的陰極射線顯示屏，而非现在的液晶顯示屏），對人類來說看起來像一直亮著的，對昆蟲來說則像是不斷明暗明暗的光源（該等光源明暗轉變的頻率，對昆蟲複眼更新光線感應的頻率而言，可能連閃爍都談不上）。

## 複眼的類型
- 並置眼（Apposition）

單眼通過色素細胞在光學上各自獨立，每個單眼有自己的視點。高解析度，但圖像暗。見於日行性節肢動物。 
- 疊置眼（Superposition）

單眼並不完全光學獨立。相鄰的單眼所成的像重合。對光敏感，見於夜行性昆蟲 
- 神經性疊置眼（Neuronal Superposition）

來自單眼的圖像重疊是由於神經錯節造成的，見於雙翅目昆蟲